# Trilj
Trilj város és község Horvátországban Split-Dalmácia megyében.

## Fekvése
Splittől légvonalban 25, közúton 41 km-re északkeletre, Sinjtől 12 km-re délkeletre a Sinji-mező délkeleti részén és a Kamešnica-hegység lábánál, a Cetina-folyó partján fekszik. A légvonalban 15 km-re délnyugatra levő a tengertől a Mosor-hegység választja el.

## A község települései
Közigazgatásilag Triljen kívül Bisko, Budimir, Čačvina, Čaporice, Gardun, Grab, Jabuka, Kamensko, Košute, Krivodol, Ljut, Nova Sela, Podi, Rože, Strizirep, Strmendolac, Tijarica, Ugljane, Vedrine, Velić, Vinine, Vojnić Sinjski, Voštane, Vrabač és Vrpolje települések tartoznak hozzá.

## Története
Trilj a Cetina kanyonszerű völgyének átkelőhelyeként már ősidők óta fontos szerepet játszott a tengermellék és a szárazföld belseje közötti közlekedésben. Ezt a legrégebbi korokból származó régészeti leletek is igazolják. Ezek között különös jelentőséggel bír a Trilj - Sinj főút déli oldalán található a Krnjačina gomila nevű őskori halom, mely a Sinji-mező és a Cetina folyó középső folyása a megerősített őskori helyeinek a része volt. Az első ismert nép ezen a vidéken az illírek egyik törzse a dalmátok voltak, akik erődített településeiken laktak. A rómaiak i. e. 156-ban foglalták el a mai Dalmácia területét, de annak végleges bekebelezése a birodalomba évtizedekig tartó heves harcok és az utolsó dalmát felkelés leverése után csak 9-re sikerült. Ezt követően a rómaiak az itt állomásozó VII. legio részére a mai Trilj feletti Gardunon egy reprezentatív katonai tábort építettek, mely a Tilurium nevet kapta. Innen ellenőrizték ezt a stratégiai jelentőségű vidéket, főként a Cetina (Hippus) átkelőhelyét. A híd mellett fejlődött ki ezt követően Pons Tiluri település a mai Trilj elődje. Itt haladt át a Salonából Dalmácia belseje felé menő kocsiút, mely a mai Triljtől két irányban ágazott el. Az egyik ága délkeletre Arzano és Delminium, míg a másik ág délnyugatra Novae és Narona felé vezetett. Az itteni híd helyreállításáról egy 184-ből származó kőtábla is megemlékezik. A kora keresztény írásos emlékek közül kiemelkedik Justinianus bizánci császár 6. századi adománylevele, melyben a császár a monte cassinoi bencés apátságnak adományozza többek között Pons Cilurit, a mai Trilj elődjét is. A 7. század elején a térséget a pogány avarok és a segédnépeikként érkező szlávok foglalták el, akik nagy pusztítást végeztek a keresztény emlékekben. A mai horvátok ősei a 9. századra már áttértek a kereszténységre és Dalmácia betagozódott a fiatal horvát állam szervezetébe. Trilj a Cetinai zsupánság része lett, melynek központja Sinj vára volt. Az itteni társadalmi élet folyamatosságát több lelet, köztük egy a 7–9. századi oltár előépítmény pilasztere, a 8. század második feléből származó arany nyaklánc, fülbevalópár, gyűrű és a 10–12. századból származó pénzleletek tanúsítják. A leleteket ma a spliti régészeti múzeumban őrzik. Pribina cetinai zsupán idejében 1075 körül Trilj a spliti érsekség törvénykezése alá került. A 12. század elején a horvát területekkel együtt Trilj is a Magyar Királyság része lett. Az Árpádok korából származik II. András magyar király 1210-ben kelt adománylevele, melyben Domald spalatói grófnak és örököseinek Cetina és Trilj („terram quandam nomine Zenitinam et Tril”) birtokait adományozza. Ez egyben Trilj horvát nevének első írásos említése. Tamás spalatói főesperes a 13. században leírja, hogy 1242-ben útban Spalato és Trogir felé a tatárok az egész cetinai zsupánságot végigpusztították. A lakosság a környező erdőkbe és hegyekbe menekült. IV. Béla magyar király 1244-ben a zsupánságot Ugrin spalatói érseknek és grófnak adományozta. Később a bribiri grófok a Subićok voltak az urai. Uralmuknak az 1322-ben a közeli Bisko határában a királyi hadaktól elszenvedett vereség vetett véget. 1345-ben I. Lajos magyar király Nelipić Iván grófnak adományozta. Ebben az időszakban Triljt a leggyakrabban a Boszniából Splitbe és Klisszába menő utazásokkal kapcsolatban említették. 1387-ben átmenetileg I. Tvrtko bosnyák király uralma alá került, aki felvette a Horvátország és Dalmácia királya címet, de 1391-ben meghalt. Ezt követően újra a magyar király alattvalóié, a Nelipićeké, majd a Frangepánoké, a Tallócziaké, Cillei Ulrik grófé és Špirančić Pálé az utolsó cetinai grófé. 1456-ban V. László magyar király a trilji gázlónál fekvő Brodarićot Petar Dražojević poljicai grófnak adta. 1463-ban a török elfoglalta Boszniát, majd 1482-ben Hercegovinát is. 1508-ban Trilj ura Žarko Dražojević gróf elesett a Sinj várát ostromló török túlerővel vívott csatában. 1513-ban maga Trirl is török kézre került. A török uralom alatt Trilj Sinji és Cetinai náhije része volt, majd miután 1537-ben Klissza is elesett az újonnan alapított Klisszai szandzsák része lett. Területét több török birtokos között osztották fel és gyakran volt célpontja a török területek elleni horvát és velencei támadásoknak. 1686-ban Sinjjel és környékével együtt felszabadult a török uralom alól, de az 1699-es karlócai béke értelmében Trilj a közeli Čačvina várával együtt török kézen maradt. Az 1718-ban megkötött pozsareváci béke értelmében az új határt már a Kamešnica- és a Dinári-hegységnél húzták meg, így a település végleg felszabadult. A velencei uralom első éveiben Boszniából, Hercegovinából és Poljicáról érkezett új keresztény lakossággal telepítették be. Lakói főként mezőgazdasággal és állattartással, mellette pedig néhányan kézművességgel és kereskedelemmel foglalkoztak. A francia uralom idején a római utak nyomvonalán új utakat építettek, melyek egyike Aržano, a másik Ugljanén és Nova Selán át Vrgorac és Metković irányában haladt. A velencei uralomnak 1797-ben vége szakadt és osztrák csapatok vonultak be a Dalmáciába. 1805-ben megalapították az önálló trilji plébániát. 1806-ban az osztrákokat legyőző franciák uralma alá került, de Napóleon lipcsei veresége után 1813-ban újra az osztrákoké lett. Ebben az időszakban 1851-ben építették a forgalom és a kereskedelem élénkítésére az új trilji hidat. 1881-ben megnyitották a trilji fiúiskolát, melynek első tanítója Marin Britvić volt. 1857-ben 49, 1910-ben 216 lakosa volt. 1918-ban az új szerb-horvát-szlovén állam, majd később Jugoszlávia része lett. A második világháború idején a Független Horvát Állam, majd a háború után a szocialista Jugoszlávia része lett. A lakosság főként továbbra is a hagyományos mezőgazdaságból és állattartásból élt. A Cetinán felépített új hídon 1948. január 1-jén indult meg a forgalom. Az iparosítás első jele a Cetinka műanyag feldolgozó üzem 1962-es felépítése volt. 1963-ban a dohánytermesztés céljából mezőgazdasági szövetkezetet alapítottak Triljben. A lakosság jelentős része mégis külföldön kereste boldogulását. A nagyszerb politika erősödése 1991-ben a jugoszláv állam széteséséhez vezetett. Trilj 1991 óta a független Horvátországhoz tartozik. 1998-ban a település városi rangot kapott. 2006 óta a régi plébánia épületében működő múzeum mutatja be a település és környéke gazdag történeti és kulturális örökségét. 2011-ben a településnek 2076, a hozzá tartozó településekkel együtt 9109 lakosa volt.

## Lakosság
| Lakosság változása | Lakosság változása | Lakosság változása | Lakosság változása | Lakosság változása | Lakosság változása | Lakosság változása | Lakosság változása | Lakosság változása | Lakosság változása | Lakosság változása | Lakosság változása | Lakosság változása | Lakosság változása | Lakosság változása | Lakosság változása |
| ------------------ | ------------------ | ------------------ | ------------------ | ------------------ | ------------------ | ------------------ | ------------------ | ------------------ | ------------------ | ------------------ | ------------------ | ------------------ | ------------------ | ------------------ | ------------------ |
| 1857               | 1869               | 1880               | 1890               | 1900               | 1910               | 1921               | 1931               | 1948               | 1953               | 1961               | 1971               | 1981               | 1991               | 2001               | 2011               |
| 49                 | 0                  | 261                | 134                | 147                | 216                | 0                  | 233                | 379                | 403                | 579                | 1.079              | 1.561              | 2.118              | 2.381              | 2.076              |

## Nevezetességei
- Szent Mihály főangyal tiszteletére szentelt római katolikus plébániatemploma 1901-ben faragott kövekből épült. Az építésről a bejárat feletti glagolita felirat emlékezik meg. A templom hosszúsága a félköríves apszissal együtt 24 méter, szélessége és magassága egyaránt 9 méter. A homlokzatba van beépítve a neoklasszicista harangtorony, mely felül kőpiramisban végződik. A kapuzat felett tympanon található tetején kereszttel. Felette nagy félköríves ablak, afelett pedig egy kisebb körablak látható. Félköríves, de valamivel kisebb ablakok találhatók még a homlokzaton kétoldalt, a templomhajó falain és az apszisban. A harangtornyon a harangok szintjén nagy félköríves nyílások vannak. A templomnak három oltára van. A főoltárt márványból építették a szentségtartó két oldalán Jézus Szíve és Szűz Mária szobrai díszítik. Az oltár középső része felett a Mennyei Atya áldást osztó mellszobra kezében a földgömbbel, legfelül pedig két angyal látható kezükben citerával és hárfával. Az oltár közepén a márvány tabernákulum felett trónust emeltek a szentségtartó kihelyezésére. Az oltár két oldalán két ajtó, felettük két térdelő helyzetű angyal látható tekintetük a szentségtartó felé néz. A sekrestye az oltár mögött található. A padozat helyi, kékes árnyalatú kőből készült. A hajóban két oltár található a Kármelhegyi boldogasszony és Szent Mihály tiszteletére szentelve. A Boldogasszony szobra négy márvány oszlopon nyugszik, fából faragott tiroli munka. A Szent Mihály oltár márványból készült, a rajta álló szobor szintén tiroli faragómester alkotása. A templomot több alkalommal, 1923-ban, 1981-ben és 1995-ben is renoválták, utóbbi alkalommal helyezték el a szentélyben a szembemiséző oltárt. Josip Bosnić szobrászművész Szent Mihály szobra 2004-ben került a templom elé.
- Szent Jeromos tiszteletére szentelt temploma a temetőben található. 1901 előtt ez volt a település plébániatemploma, az új plébániatemplom felépüléséig a Szent Mihály titulust viselte. Építésének pontos ideje nem ismert, de valószínűleg a település 1687-es felszabadulását követő években építették. 1700-ban már bizonyosan állt. Kezdetben kápolnaként funkcionált, hiszen hosszúsága és szélessége mindössze négy és fél méter volt. 1770-ben újabb négy és fél méterrel meghosszabbították, ez a külső falakon ma is jól látható. Ekkor nyerte el mai formáját és ekkor helyezték el benne a szarkofág formájú márvány oltárt, mely Domenico Pasqualetti mester munkája. A templomnak nincsen apszisa, a bejárat felett tympanon látható. Homlokzata tetején kis harangtorony, benne egy haranggal. Az épületet 2003-ban teljesen felújították.
- A Cetina völgyében számos régészeti lelet került elő. Az ókori vármaradványok közül a legjelentősebbek a Gardun,[4] Čaporice és Vedrine[5] magaslatain épített illír erődített települések maradványai, valamint a római Tilurium katonai táborának romjai.
- Hasonló erődített település maradványait takarja a Jabuka és Velić falvak között, Trilj közelében, a Trilj - Livno főúttól északra található Velić régészeti lelőhely. A 2011-ben végzett régészeti kutatás sáncok és falak maradványait tárta fel, amelyek alapján feltételezhető, hogy itt is egy erődített ősi település állt.[6]
- Nutjak középkori várának maradványai a Cetina szurdokának Trilj alatti kezdeténél, a folyó jobb partján emelkedő szikla tetején találhatók. A várat a 15. század végén építtette Žarko Dražojević poljicai gróf. A 16. század elején török uralom alá került és csak 1685-ben szabadult fel. Ekkor lerombolták és többé már nem építették fel. Régészeti feltárása részben megtörtént, maradványait konzerválták. A romok a Trilj és Bisko közötti útról letérve egy ösvényen 15 perces sétával közelíthetők meg.
- A Sinji-mező (Sinjsko polje) délnyugati szélén, a Trilj - Sinj főút déli oldalán található a Krnjačina gomila nevű őskori régészeti lelőhely. A halmot a Kršine-hegy északi oldalán, a Košute falu részét képező Žuro falu fölé emelték. A kušutei lelőhely régészeti bejárása során a halmot feljegyezték, de régészeti feltárásokat nem végeztek. A félköríves alaprajzú Krnjača-halom követi a terepalakzatokat és a domb északnyugat - délkelet tájolását. A halom helyben bányászott tört kőből készült (méretei: észak-déli irányban 90 m, kelet-nyugati irányban 60 m). A halom a közepén a legmagasabb, míg a végei felé laposodik. A halmot kiemelkedő stratégiai helyen építették, ahonnan a Sinjsko polje létfontosságú őskori forgalma nyomon követhető volt, és vizuálisan kommunikálhatott más fontos stratégiai pontokkal. A régészeti lelőhely jelentőségéhez minden bizonnyal hozzájárul az a tény, hogy a Krnjačina-halom a Sinjsko polje és a Cetina folyó középső folyásának völgyében a megerősített őskori helyek szélesebb rendszerének része.[7]

## Gazdaság
A délszláv háború előtt a lakosság nagy része a Cetinka műanyag feldolgozó üzemben dolgozott, mely a háború idején kézigránátokat gyártott. A háború után a dolgozók egy részét elbocsátották. Ma a lakosság a turizmussal összefüggő szolgáltatásokkal, mezőgazdasági termeléssel és az építőiparban keresi jövedelmét. A település központjában több kávézó, néhány étterem és egy szálloda található.

## Oktatás
A horvát nyelvű oktatás 1866-ban indult a településen, az első alapiskola pedig az 1881/82-es tanévben nyitotta meg kapuit. Első tanítója Marin Britvić volt. Kezdetben egyosztályos volt az iskola, majd 1897-ben kétosztályosra bővítették. Ekkor már két tanítója volt. Az 1927/28-as tanévtől lett négyosztályos az iskola. A tanulók száma évről évre növekedett, 1931-ben már 96 fő volt. 1931-ben a község anyagi támogatásával új iskolaépületet emeltek. Az az épület, melynek egy részében ma az iskola működik az 1955/56-os tanévben nyílt meg, mai formáját pedig 1974-ben nyerte el.

## Kultúra
- A város kulturális életét a Trilji Kulturális Egyesület (KD Trilj) koordinálja.
- A város kulturális szervezetei a "Trilj" fúvószenekar, a "Trilj" énekkar, a "Tilirium" színjátszó kör, a "Trilj" képzőművészkör.
- A település és környéke gazdag történeti és kulturális örökségét. a régi plébánia épületében 1996 óta működő múzeum mutatja be.

## Sport
- RK Cetinka kézilabdaklub
- KK Cetinka tekeklub
- KK Cetinka kosárlabdaklub
- Trilj bocsaklub
- "Jelinak" hegymászó egyesület